# جیمز اندرسون (شناگر)
جیمز اندرسون (به انگلیسی: James Anderson) (زادهٔ ۱۴ آوریل ۱۹۶۳) شناگر اهل بریتانیا است.